# Symplocos cuneata
Symplocos cuneata är en tvåhjärtbladig växtart som beskrevs av Thw. Symplocos cuneata ingår i släktet Symplocos och familjen Symplocaceae. Utöver nominatformen finns också underarten S. c. acuta.